# Ssaki zagrożone wyginięciem
Ssaki zagrożone wyginięciem – gatunki zwierząt zaliczanych do gromady ssaków uznane przez Międzynarodową Unię Ochrony Przyrody i Jej Zasobów za zagrożone wyginięciem.
W Czerwonej Księdze IUCN wyróżnione zostały trzy kategorie zagrożenia wyginięciem: krytycznie zagrożone (CR), zagrożone (EN) i narażone (VU), czyli podatne na wyginięcie w najbliższej przyszłości. 
| CR | krytycznie zagrożone | 162 | 15% |
| EN | zagrożone            | 348 | 32% |
| VU | narażone             | 583 | 53% |

## Kategoria EN
W kategorii EN (endangered) Czerwonej Księdze IUCN (edycja 2006) znalazło się 348 gatunków ssaków. W edycji 2007 zaliczono kolejne dwa gatunki - dujker Abbotta (Cephalophus spadix) i gazela środkowosomalijska (Gazella spekei) - wcześniej zaliczane do kategorii VU. W poniższej tabeli przedstawiono gatunki najbardziej znane.
Sortowanie alfabetyczne przyciskami w nagłówkach kolumn
| Nazwa systematyczna            | Nazwa zwyczajowa                 | Rodzina             | Występowanie                                                            | Grafika |
| ------------------------------ | -------------------------------- | ------------------- | ----------------------------------------------------------------------- | ------- |
| Acerodon humilis               |                                  | rudawkowate         | Indonezja                                                               |         |
| Acerodon jubatus               | acerodon grzywiasty              | rudawkowate         | Filipiny                                                                |         |
| Ailuropoda melanoleuca         | panda wielka                     | niedźwiedziowate    | Chiny                                                                   |         |
| Alouatta pigra                 | wyjec jukatański                 | płaksowate          | Belize, Gwatemala, Meksyk                                               |         |
| Alouatta ululata               | wyjec brzegowy                   | płaksowate          | Brazylia                                                                |         |
| Amblysomus marleyi             |                                  | złotokretowate      | RPA i przypuszczalnie Suazi                                             |         |
| Ateles belzebuth               | czepiak belzebub                 | czepiakowate        | Brazylia                                                                |         |
| Ateles marginatus              | czepiak białowąsy                | czepiakowate        | Brazylia                                                                |         |
| Axis calamianensis             | jeleń kalamiański                | jeleniowate         | Filipiny                                                                |         |
| Axis kuhlii                    | jeleń baweański                  | jeleniowate         | Jawa                                                                    |         |
| Balaenoptera borealis          | sejwal                           | fałdowce            | Ocean Atlantycki, Spokojny, Indyjski, Morze Śródziemne                  |         |
| Balaenoptera musculus          | płetwal błękitny                 | fałdowce            | Ocean Arktyczny, Ocean Atlantycki, Spokojny, Indyjski                   |         |
| Balaenoptera physalus          | finwal                           | fałdowce            | Ocean Arktyczny, Ocean Atlantycki, Spokojny, Indyjski, Morze Śródziemne |         |
| Bettongia tropica              |                                  | kanguroszczurowate  | Australia                                                               |         |
| Bos javanicus                  | banteng                          | krętorogie          | Borneo, Jawa, Sumatra, Półwysep Malajski i Indochiński                  |         |
| Brachyteles arachnoides        | muriki szary                     | czepiakowate        | Brazylia                                                                |         |
| Bradypus torquatus             | leniwiec grzywiasty              | leniwcowate         | Mata Atlantica                                                          |         |
| Bubalus bubalis, Bubalus arnee | arni azjatycki                   | krętorogie          | Bhutan, Indie, Nepal, Tajlandia                                         |         |
| Bubalus depressicornis         | anoa nizinny                     | krętorogie          | Celebes                                                                 |         |
| Bubalus quarlesi               | anoa górski                      | krętorogie          | Celebes                                                                 |         |
| Callithrix aurita              | marmozeta złocista, m. białoucha | płaksowate          | Brazylia                                                                |         |
| Callithrix flaviceps           | marmozeta żółtopłowa             | płaksowate          | Brazylia                                                                |         |
| Canis simensis                 | kaberu                           | psowate             | Etiopia                                                                 |         |
| Capra caucasica                | koziorożec kaukaski              | krętorogie          | Gruzja                                                                  |         |
| Capra falconeri                | koza śruboroga, markur           | krętorogie          | południowe części obecnej Rosji, północne Indie oraz Kaszmir            |         |
| Capra nubiana                  | koziorożec nubijski              | krętorogie          | Egipt, Sudan, Półwysep Arabski                                          |         |
| Caprolagus hispidus            | zajączek szczeciniasty           | zającowate          | Bangladesz, Indie, Nepal                                                |         |
| Catagonus wagneri              | pekari Wagnera                   | pekari              | Argentyna, Boliwia, Paragwaj                                            |         |
| Catopuma badia                 | badia                            | kotowate            | Borneo                                                                  |         |
| Cephalophus spadix             | dujker Abbotta                   | krętorogie          | Tanzania                                                                |         |
| Cephalorhynchus hectori        | delfin Hektora                   | delfinowate         | Nowa Zelandia                                                           |         |
| Cercopithecus diana            | koczkodan diana                  | makakowate          | Afryka Zachodnia                                                        |         |
| Cervus alfredi                 | jeleń Alfreda                    | jeleniowate         | Filipiny                                                                |         |
| Chrysospalax trevelyani        | złotokret olbrzymi               | złotokrety          | Afryka Południowa                                                       |         |
| Cryptoprocta ferox             | fossa                            | łaszowate           | Madagaskar                                                              |         |
| Cuon alpinus                   | cyjon                            | psowate             | Indie, Chiny, Indochiny i Indonezja                                     |         |
| Cynogale bennettii             | mampalon                         | łaszowate           | Azja Południowo-Wschodnia                                               |         |
| Cynomys mexicanus              | nieświszczuk meksykański         | wiewiórkowate       | Meksyk                                                                  |         |
| Dactylopsila tatei             | torboskunks Tate’a               | lotopałankowate     | Papua-Nowa Gwinea                                                       |         |
| Dasycercus hillieri            | mulgara Hilliera                 | niełazowate         | Australia                                                               |         |
| Dendrolagus goodfellowi        | drzewiak dwupręgi                | kangurowate         | Papua-Nowa Gwinea                                                       |         |
| Dendrolagus matschiei          | drzewiak Matschiego              | kangurowate         | Papua-Nowa Gwinea                                                       |         |
| Elephas maximus                | słoń indyjski                    | słoniowate          | Azja Południowa i Południowo-Wschodnia                                  |         |
| Enhydra lutris                 | wydra morska                     | łasicowate          | Wyspy Kurylskie, Aleuty i wyspy u wybrzeży południowo-zachodniej Kanady |         |
| Equus grevyi                   | zebra Grevy'ego                  | koniowate           | Etiopia, Kenia, Somalia                                                 |         |
| Equus hemionus                 | osioł azjatycki                  | koniowate           | Azja                                                                    |         |
| Eubalaena glacialis            | wieloryb biskajski               | wale gładkoskóre    | Ocean Atlantycki                                                        |         |
| Eumetopias jubatus             | uchatka grzywiasta               | uchatkowate         | Ocean Spokojny                                                          |         |
| Galidictis grandidieri         |                                  | Eupleridae          | Madagaskar                                                              |         |
| Gazella cuvieri                | gazela Cuviera                   | krętorogie          | Afryka                                                                  |         |
| Gazella leptoceros             | gazela Lodera                    | krętorogie          | Afryka                                                                  |         |
| Gazella spekei                 | gazela środkowosomalijska        | krętorogie          | Afryka                                                                  |         |
| Gorilla beringei               | goryl wschodni                   | człowiekowate       | Afryka Środkowa                                                         |         |
| Gymnobelideus leadbeateri      | lotopałanka Leadbeatera          | lotopałankowate     | Australia                                                               |         |
| Hapalemur aureus               | maki złoty                       | lemurowate          | Madagaskar południowo-wschodni                                          |         |
| Hemitragus hylocrius           | tar nilgirski                    | krętorogie          | Indie                                                                   |         |
| Hemitragus jayakari            | tar arabski                      | krętorogie          | Oman, Zjednoczone Emiraty Arabskie                                      |         |
| Hexaprotodon liberiensis       | hipopotam karłowaty              | hipopotamowate      | Afryka Zachodnia                                                        |         |
| Hippocamelus bisulcus          | huemal                           | jeleniowate         | Argentyna, Chile                                                        |         |
| Hoolock hoolock                | gibon hulok                      | gibonowate          | Indie, Bangladesz                                                       |         |
| Indri indri                    | indris                           | indrisowate         | Madagaskar                                                              |         |
| Leontopithecus chrysopygus     |                                  | płaksowate          | Brazylia                                                                |         |
| Leontopithecus rosalia         | marmozeta lwia                   | pazurkowcowate      | Mata Atlantica                                                          |         |
| Lontra felina                  | wydra patagońska                 | łasicowate          | Argentyna, Chile, Peru                                                  |         |
| Lontra provocax                | wydra południowa                 | łasicowate          | Argentyna, Chile                                                        |         |
| Loris tardigradus              | lori wysmukły                    | lorisowate          | Sri Lanka                                                               |         |
| Lycaon pictus                  | likaon                           | psowate             | Afryka                                                                  |         |
| Macaca maura                   | makak czarny, makak murzyn       | makakowate          | Celebes                                                                 |         |
| Macaca silenus                 | wanderu                          | makakowate          | Indie                                                                   |         |
| Mandrillus leucophaeus         | dryl                             | makakowate          | Kamerun, Gwinea Równikowa, Nigeria                                      |         |
| Mesocricetus auratus           | chomiczek syryjski               | chomikowate         | Syria                                                                   |         |
| Monachus schauinslandi         | mniszka hawajska                 | fokowate            | Ocean Spokojny                                                          |         |
| Mustela lutreola               | norka europejska                 | łasicowate          | Europa                                                                  |         |
| Mustela nigripes               | tchórz czarnołapy                | łasicowate          | Ameryka Północna                                                        |         |
| Nasalis larvatus               | nosacz                           | makakowate          | Borneo                                                                  |         |
| Onychogalea fraenata           | pazurogon pręgoudy               | kangurowate         | Australia                                                               |         |
| Oreailurus jacobita            | kot andyjski                     | kotowate            | Ameryka Południowa                                                      |         |
| Oryx leucoryx                  | oryks arabski                    | krętorogie          | reintrodukowany w kilku krajach Półwyspu Arabskiego                     |         |
| Pan paniscus                   | bonobo, szympans karłowaty       | człowiekowate       | Demokratyczna Republika Konga                                           |         |
| Pan troglodytes                | szympans                         | człowiekowate       | zachodnia i środkowa Afryka równikowa                                   |         |
| Panthera tigris                | tygrys                           | kotowate            | Azja                                                                    |         |
| Pantholops hodgsonii           | cziru                            | krętorogie          | Tybet                                                                   |         |
| Parantechinus apicalis         | dołkowiec południowy             | niełazowate         | Australia                                                               |         |
| Perameles bougainville         | jamraj Bougainville’a            | jamrajowate         | Australia                                                               |         |
| Petaurus gracilis              | lotopałanka mahoniowa            | lotopałankowate     | Australia                                                               |         |
| Phascogale calura              | myszowór czerwonoogonowy         | niełazowate         | Australia                                                               |         |
| Platanista gangetica           | delfin indyjski                  | delfiny słodkowodne | Azja                                                                    |         |
| Pongo pygmaeus                 | orangutan                        | człowiekowate       | Sumatra, Borneo                                                         |         |
| Potorous longipes              |                                  | kanguroszczurowate  | Australia                                                               |         |
| Procolobus badius              | gereza ruda                      | makakowate          | Afryka                                                                  |         |
| Procolobus kirkii              | gereza trójbarwna                | makakowate          | Tanzania (Zanzibar)                                                     |         |
| Propithecus diadema            | sifaka                           | indrisowate         | Madagaskar                                                              |         |
| Pteronura brasiliensis         | arirania                         | łasicowate          | Ameryka Południowa                                                      |         |
| Rhinoceros unicornis           | nosorożec indyjski               | nosorożcowate       | Nepal, Indie                                                            |         |
| Rhinopithecus roxellana        | rokselana                        | makakowate          | Chiny                                                                   |         |
| Selevinia betpakdalaensis      | selewinka                        | popielicowate       | Kazachstan                                                              |         |
| Sminthopsis psammophila        | dunart piaskowy                  | niełazowate         | Australia                                                               |         |
| Solenodon cubanus              | almik kubański                   | almikowate          | Kuba                                                                    |         |
| Solenodon paradoxus            | almik haitański                  | almikowate          | Haiti                                                                   |         |
| Sus verrucosus                 | świnia brodawkowata              | świniowate          | Jawa                                                                    |         |
| Tapirus bairdii                | tapir panamski                   | tapirowate          | Ameryka Środkowa                                                        |         |
| Tapirus pinchaque              | tapir górski                     | tapirowate          | Kolumbia, Ekwador, Peru                                                 |         |
| Thylogale calabyi              | pademelon Calaby’ego             | kangurowate         | Papua-Nowa Gwinea                                                       |         |
| Trachypithecus geei            | langur złocisty, langur z Buthan | makakowate          | Bhutan, Indie                                                           |         |
| Tragelaphus buxtoni            | niala górska                     | krętorogie          | Etiopia                                                                 |         |
| Uncia uncia                    | pantera śnieżna, irbis           | kotowate            | Azja                                                                    |         |
| Zaglossus bruijni              | prakolczatka                     | kolczatkowate       | Nowa Gwinea                                                             |         |